# Emydinae
Sous-famille
Les Emydinae sont une sous-famille de tortues d'eau douce cryptodires. Elle a été décrite par Constantine Samuel Rafinesque (1783-1840) en 1815.

## Distribution
Les espèces de cette sous-famille se rencontrent sur tous les continents.

## Liste des genres
Selon TFTSG (27 mai 2011) :
- genre Actinemys Agassiz, 1857
- genre Clemmys Ritgen, 1828
- genre Emydoidea Gray, 1870
- genre Emys Duméril, 1805
- genre Glyptemys Agassiz, 1857
- genre Terrapene Merrem, 1820

## Publication originale
- Rafinesque, 1815 : Analyse de la Nature, ou Tableau de l’Univers et des Corps Organisés. p. 1-224 (texte intégral).